# تشارلز هاردينغ سميث
تشارلز هاردينغ سميث (بالإنجليزية: Charles Harding Smith)‏ هو سياسي بريطاني، ولد في 24 يناير 1931 في بلفاست في المملكة المتحدة، وتوفي في 1997 في المملكة المتحدة بسبب مرض. حزبياً، نشط في Ulster Defence Association ‏.